# Pinacoteca civica (Spello)
La Pinacoteca civica e diocesana di Spello ospita opere che testimoniano e raccontano la produzione artistica e la devozione locale. Affreschi, dipinti, sculture e opere di oreficeria che provengono da varie chiese del territorio, dal Comune di Spello e da alcune donazioni da parte di privati, raccontano la storia e l'evoluzione artistica della città.

## Storia della collezione
La Pinacoteca di Spello cominciò ad essere organizzata nel 1916 per volere del priore Luigi Pomponi, nominato titolare della Collegiata di Santa Maria Maggiore, il quale aveva iniziato a raccogliere tutti gli oggetti d'arte più importanti della chiesa di Santa Maria Maggiore e di altre chiese ad essa collegate, nella cappella del Salvatore all'interno della collegiata. A partire dal 1920, anche le opere del Comune di Spello e della Congregazione di Carità della città furono affidate provvisoriamente alla raccolta allestita dal Pomponi, il quale fino agli anni sessanta si occupò personalmente della Pinacoteca e delle sue opere.
A partire dagli anni ottanta, si costituì l'Associazione Pinacoteca Civica di Spello, che decise di individuare nel Palazzo dei Canonici, attiguo alla chiesa di Santa Maria Maggiore, la sede della Pinacoteca Civica di Spello e a partire dal 6 agosto del 1994 il museo è stato aperto al pubblico.

## La sede espositiva
La Pinacoteca Civica e Diocesana di Spello è ospitata all'interno del Palazzo dei Canonici, un edificio che si trova a ridosso della Collegiata di Santa Maria Maggiore.
Fu costruito nel 1542 per volere del Capitolo della Collegiata.
All'interno del palazzo Cinquecentesco, sono ancora visibili alcuni dettagli che fanno parte dell'arredo originario del palazzo, che era di fatto destinato ad abitazione dei Canonici della chiesa: pavimenti in cotto, camini, sale medioevali.

## Il percorso espositivo

### Sala 1
Dalla sala 1 inizia la collezione, con una delle opere più antiche della Pinacoteca: si tratta di un affresco staccato datato tra il XIII secolo e il XIV secolo, raffigurante la Madonna in trono con il Bambino ad opera di un pittore locale sconosciuto e proveniente dalla controfacciata della Chiesa di Santa Maria Maggiore.
L'affresco raffigura la Madonna con il Bambino in braccio, seduta su un trono decorato da piccoli rombi; il dipinto si ispira ad uno stile pittorico riferibile all'ambito della pittura spoletina o comunque locale della fine del XIII secolo.
Proseguendo, si incontra una scultura in legno policromo raffigurante la Madonna in trono, di uno scultore anonimo del XIII secolo e proveniente dalla Chiesa di Santa Barbara di Spello.
La statua rappresenta una Madonna in trono, con una tunica blu decorata con stelle e piccoli rombi e una veste rossa. La Madonna sorregge il bambino con la mano sinistra, mentre la destra è protesa verso l'alto. Il Bambino è posto al centro delle ginocchia della Madonna e indossa una veste color verde, mentre con la mano sinistra sorregge un piccolo globo. Nel 2008 il bambino è stato rubato, ritrovato nel 2018 è stato riposizionato in loco dopo un attento restauro.
Sempre nella sala 1 sono esposte due croci astili, una proveniente dalla Chiesa di Santa Maria Maggiore e l'altra dalla chiesa di San Lorenzo di Spello.
La croce proveniente dalla chiesa di San Lorenzo venne realizzata da un artista sconosciuto di una bottega orafa perugina verso la fine del Trecento.
La croce è stata realizzata con argento fuso, sbalzato, rame cesellato e dorato, con smalti traslucidi intorno. Decorata su entrambi i lati poiché usata durante le processioni, presenta nella faccia anteriore il Crocifisso con sopra l'Eterno, a sinistra la Vergine, a destra San Giovanni e in basso San Lorenzo. Sull'altro lato sono presenti Cristo risorto al centro e ai quattro lati i quattro Santi Evangelisti.
La Croce proveniente da Santa Maria Maggiore fu realizzata da Paolo Vanni nel 1398.
Venne costruita per rivaleggiare con la croce di San Lorenzo per una sorta di rivalità tra le due parrocchie della città di Spello. La croce veniva infilata in un'asta durante le processioni ed è anch'essa decorata su entrambi i lati. Nel corso della sua storia, venne rubata nel 1970 per poi essere recuperata nel 1978. Realizzata con argento dorato, sbalzato e cesellato con smalti traslucidi e rame dorato, presenta nella facciata anteriore, il Crocifisso con sopra due angeli e il Pellicano sull'albero della vita, a sinistra la Madonna, a destra San Giovanni Evangelista, in basso un Santo pontefice. Nella parte anteriore, invece, sono presenti al centro la Vergine con il Bambino, in alto la Madonna e il Cristo in Gloria, a sinistra l'Angelo annunciante, a destra la Vergine Annunciata e in basso San Giovanni Battista, con al di sopra un'iscrizione che rimanda all'autore e alla data dell'opera.

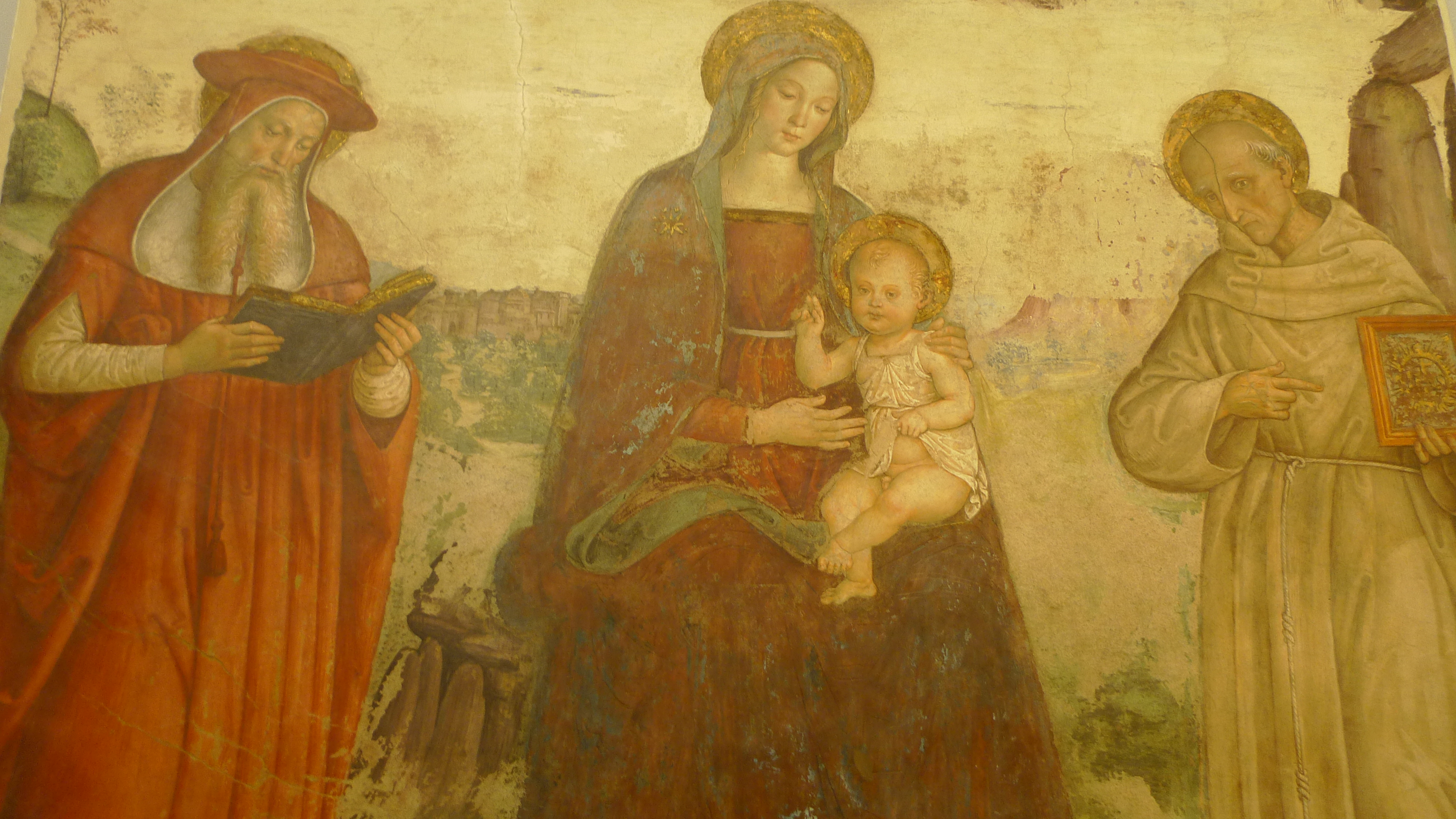
Maddona col Bambino San Girolamo e San Bernardino

Sempre nella sala 1, troviamo un dittico del XIV secolo in tempera su tavola di Cola Petruccioli, pittore orvietano molto attivo nel territorio di Spello, in particolare nella chiesa di San Claudio. L'opera proviene dalla chiesa di Santa Maria Maggiore, ed è composta da due tavole cuspidate, raffiguranti due scene significative della vita di Cristo: la tavola di sinistra rappresenta la Crocifissione mentre in quella destra è rappresentata l'Incoronazione della Vergine. Nel dipinto di sinistra con la Crocifissione, la Madonna indossa un abito rosso e blu ed è seduta ai piedi della croce accanto a San Giovanni Battista e alla Maddalena, che in mano tiene un vaso con delle erbe. Nella scena di destra dell'Incoronazione della Vergine, Cristo è seduto accanto a Maria e veste una tunica azzurra e rossa rifinita d'oro. L'opera venne commissionata al pittore dall'allora priore della chiesa di Santa Maria Maggiore, Guadagno, come si legge da un'iscrizione riportata sulla tavola.
Nella sala 1 troviamo anche il Crocifisso Deposto, una scultura in legno intagliato e dipinto del XIII secolo proveniente dalla chiesa di Santa Maria Maggiore. La statua veniva utilizzata probabilmente per le rappresentazioni pasquali, avendo le braccia del Cristo mobili, che potevano perciò essere usate per rappresentare il Cristo Crocifisso e il Cristo Deposto. Oggi questa scultura è ben conservata e in alcuni punti si notano tracce della coloritura originale del legno.

### Sala 2
Nella sala 2 troviamo il trittico del Maestro dell'Assunta di Amelia, un'opera in a tempera su tavola della fine del XV secolo e inizi del XVI secolo proveniente dalla Chiesa di Santa Maria Maggiore.
L'opera fu realizzata durante il primo ventennio del Quattrocento, ed è divisa in tre parti: sulla principale, quella centrale, era raffigurata la Madonna con il Bambino, poi ridipinta nel Cinquecento ed attribuita per anni al Pinturicchio o alla sua scuola. Ai lati del trittico sulla sinistra si trovano i Santi Giovanni Evangelista e Isaia, mentre nella parte destra si trova San Giovanni Battista e San Nicola da Bari. Nelle predelle in basso sono rappresentate tre scene della vita di Cristo: la natività, l'adorazione dei magi e la presentazione di Gesù al tempio.
Ora, nel centrale del trittico, è riprodotta una foto in bianco e nero dell'opera prima del furto dell'originale, avvenuto nel 1970. L'opera venne ritrovata durante un'asta a Monaco e riconsegnata alla città di Spello nel 2004. Ma il dipinto venne ritrovato in cattive condizioni, con i colori e alcune parti del dipinto rimossi dopo il furto per non renderlo riconoscibile. Ora l'opera, mutilata e modificata nell'aspetto originale, si trova di fronte al trittico nella Pinacoteca, ed è attribuita ad Andrea d'Assisi detto L'Ingegno, pittore riconducibile all'ambito del Pinturicchio.

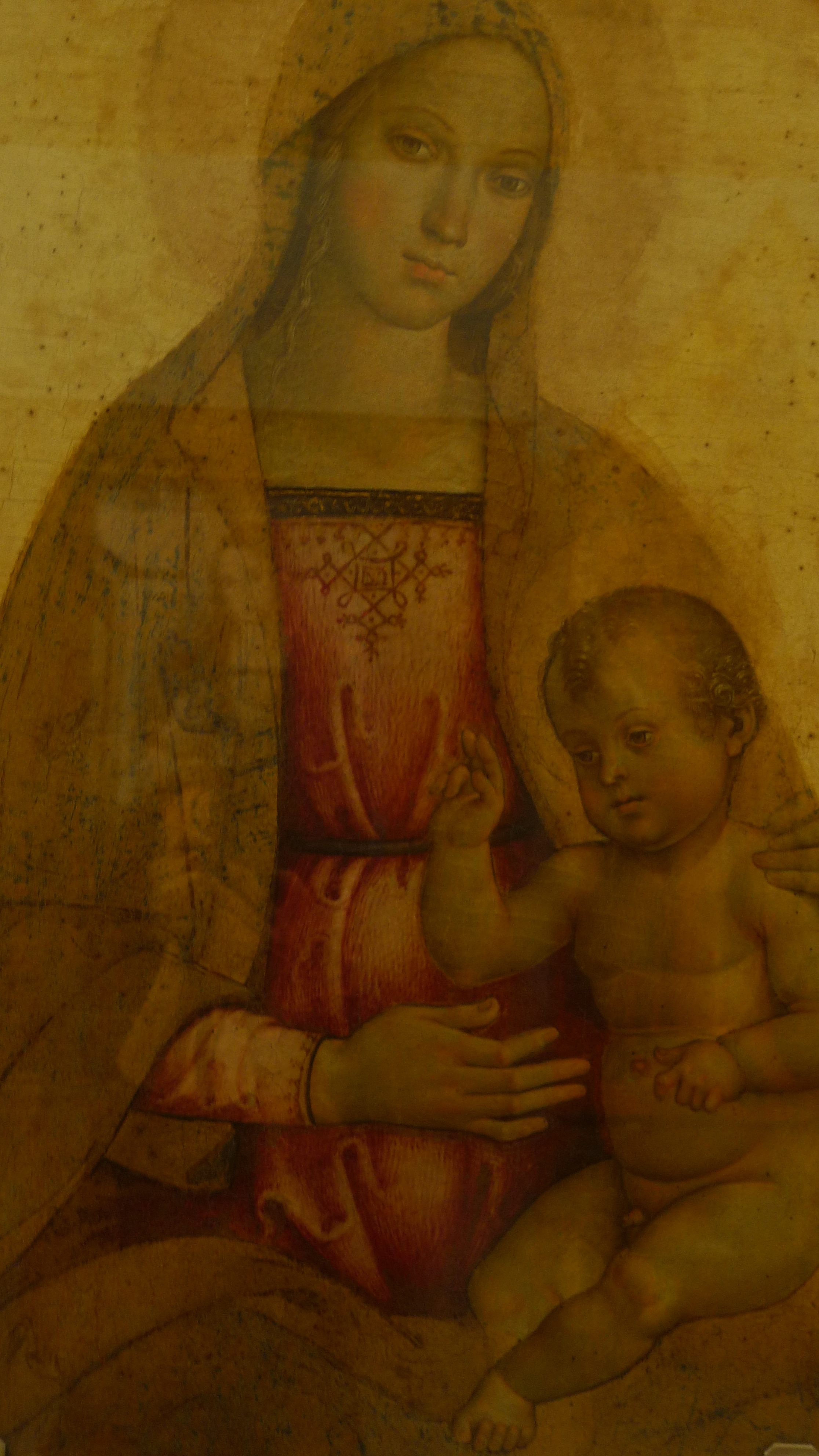
Madonna Bambino

Sempre nella sala 2 troviamo la Madonna con il Bambino, San Girolamo e San Bernardino da Siena, un affresco staccato attribuito ad Andrea d'Assisi detto L'Ingegno, datato intorno all'inizio del Cinquecento e proveniente dalla Chiesa di San Bernardino di Spello.
In primo piano si trovano la Madonna con il Bambino, a sinistra San Girolamo rappresentato in abiti cardinalizi mentre sulla destra è San Bernardino con in mano il trigramma, lo strumento che usava per predicare dove sono scritte le prime tre lettere del nome Gesù in Greco (IHS). Sullo sfondo s'intravede un paesaggio con una città su una vallata rocciosa fatta da colline e alberi. Quest'opera era originariamente incorniciata da un affresco con grottesca con dettagli floreali, oggi visibile a fianco dell'affresco sulla sinistra.

### Sala 3
Nella sala 3 troviamo esposta una cosiddetta Vesperbild (Pietà), scultura realizzata in terracotta policroma nella prima metà del XVI secolo e proveniente dalla cosiddetta Chiesa Tonda della città di Spello. La scultura rappresenta il pianto della Madonna con in braccio Gesù morto.
Sempre nella sala, troviamo esposta la tavola con Cristo Crocifisso tra la Vergine e i Santi Francesco, Giovanni Evangelista e Crispolto, realizzata dalla Bottega folignate del Mazzaforte nel XV secolo e proveniente dal monastero di Santa Maria di Vallegloria di Spello. Attribuita inizialmente a Nicolò Alunno, l'opera presenta l'Effusio sanguinis con San Francesco, San Giovanni e San Crispolto, raccolti in un espressivo dolore.

### Sala 4
Nella sala 4, è esposto il gonfalone processionale della Confraternita di Santa Barbara di Lorenzo Doni, un'opera in olio su tela della fine del Cinquecento raffigurante il Martirio e la gloria di Santa Barbara. Proseguendo, troviamo una scultura lignea di autore anonimo della fine del XVI secolo raffigurante la Madonna con il Bambino proveniente dal Santuario di Santa Maria della Spella, una piccola chiesa situata sul monte Subasio. La scultura aveva un grande valore devozionale per gli abitanti di Spello, e spesso veniva invocata contro siccità e malattie.

### Sala 5
La sala 5 è completamente occupata dalle tavole della cantoria della chiesa di Santa Maria Maggiore, dipinte alla fine del Cinquecento dal pittore Zaccaria di Filippo Mazzola e raffiguranti ciascuna un apostolo, con Cristo al centro delle altre tavole.

### Sala 6
Nella sala 6 sono conservate opere dell'artista senese Marcantonio Grecchi, attivo nel XVII secolo nel territorio spellano e dintorni. In particolare si segnala l'opera con la Madonna con il Bambino, San Felice Vescovo, il Beato Andrea Caccioli di Spello. L'opera è stata dipinta dal Grecchi intorno al 1610 con la tecnica dell'olio su tela per la Chiesa di Santa Maria Maggiore. Il Beato Andrea Caccioli, rappresentato nel dipinto, fu uno dei primi seguaci di San Francesco d'Assisi, cittadino di Spello poi beatificato. A sinistra troviamo San Felice Vescovo, patrono della città di Spello, che tra le mani ha una palma in segno del suo martirio; entrambi sorreggono una miniatura, un piccolo plastico della città di Spello, offrendola alla Madonna in segno si devozione e protezione.

### Sala 7
Nella sala 7, troviamo esposti due dipinti con San Pietro e San Paolo di Pier Francesco Mola, olii su tela realizzati nel XVII secolo, molto vicini alla pittura barocca di quel secolo.
La tela con l'Immacolata e i Santi Caterina e Francesco e il committente David Dominici, firmata e datata 1627 dal francese Noel Quillerier, proviene dalla chiesa di Santa Caterina di Rapecchiano nei pressi di Spello, dove era collocata all'altare maggiore.

### Sala 8
Nella sala 8, troviamo esposti i due dipinti con San Bernardino e Sant'Antonio da Padova realizzati da Andrea Camassei. Si tratta di due oli provenienti dalla chiesa di Santa Maria Maggiore e realizzati nel Seicento dal pittore di Bevagna, attivo anche nei dintorni.
Dello stesso Camassei è la tela con I Santi Bonaventura, Bernardino e Ludovico da Tolosa, proveniente dalla chiesa di Santa Caterina di Rapecchiano presso Spello, dipinto arcaizzante, neoperuginesco, in cui il pittore mostra chiaramente la sua educazione romana classicista fondata su Domenichino e Guido Reni, mentre il paesaggio risente di influenze neovenete.
Proseguendo, troviamo il dipinto raffigurante la Madonna del Rosario, quattro angeli e i santi Domenico, Pietro martire, Caterina da Siena ed un'altra santa domenicana con in primo piano papa Pio V.
La tela viene dalla chiesa di Santa Maria Maggiore ed è stato realizzato da Ascensidonio Spacca detto il Fantino, un pittore di Bevagna attivo anche a Spello. La presenza in essa di Papa Pio V è dovuta probabilmente al fatto che nel 1571 istituì la solenne festività della Madonna del Rosario a cui il dipinto è dedicato.
Nella sala è esposta anche l'Urna di San Felice. Si tratta di un reliquiario che conservava le reliquie di San Felice, patrono di Spello. Realizzata dall'orafo foligante Girolamo Salvini nel 1788, è composta da bronzo dorato, argento e lapislazzuli, poggiante su una base di legno dorato.
L'urna è composta da una base a piramide rovesciata molto decorata, sui lati orizzontali da motivi floreali che si incontrano sugli spigoli in prossimità di quattro teste di angeli. Sopra di esse ci sono roselline argentate che, con la dilatazione dei loro petali, creano un incavo dove venivano messe le candele.
La teca, sulla quale poggia una statuetta di San Felice, si regge su una prima base dorata che presenta di fronte lo stemma della città Spello. Ai lati sono presenti due putti, quello di sinistra sorregge una griglia e quello di destra porta una palma, entrambi simboli del martirio.
L'urna era di proprietà del comune, e veniva affidata alle tre parrocchie cittadine per la festa del santo e portata in processione.